# Krisenkult
Ein Krisenkult ist ein Kult, der in einer Krise entsteht. Meist handelt es sich um völlig verzweifelte und irrationale Handlungen. Mit Krisenkulten soll das Unmögliche Realität werden. Typisch sind Handlungen, welche die Toten wieder zurückbringen sollen und mit den Toten auch den Ausweg aus der Krise.
Krisenkulte bringen Hoffnung in einer Zeit der Hoffnungslosigkeit. Die Kulte enden mit katastrophalen Folgen für die bereits Leidgeprüften. Der letzte Funke Hoffnung wird zerschlagen – die betroffenen Ethnien resignieren.

## Begriffsgeschichte
Schöpfer des Begriffs ist Weston La Barre, der ihn 1971 definierte als “any group reaction to crisis, chronic or acute, that is cultic.” (deutsch: „jede Reaktion einer Gruppe auf eine Krise – chronisch oder akut – die kultisch ist.“) Während La Barre den Begriff auch allgemein verwendete, prägte er ihn besonders für die Entstehung von neuen religiösen Bewegungen unter den Ureinwohnern Nordamerikas, zum Beispiel den Geistertanz. Ein Jahr nach der Erstveröffentlichung bemerkte er zur Entstehung des Begriffs:

„I have adopted the simple term ‘Crisis Cult’ both for its brevity and its indecisiveness, intending only to imply the insight of Malinovsky that there is no cult without a crisis. That is to say, there must be an unresolved problem or crisis, chronic or acute, and unresolved by ordinary secular means, before there is a cult response.“

„Ich prägte den einfachen Begriff ‚Krisenkult‘ sowohl wegen seiner Kürze als auch wegen seiner Unentschlossenheit mit der Absicht, damit einfach die Erkenntnis Malinowskis zu transportieren, dass es ohne Krise keinen Kult geben kann. Das heißt es muss ein ungelöstes Problem oder eine Krise geben - chronisch oder akut - das mit gewöhnlichen säkularen Mitteln nicht gelöst wurde, bevor ein Kult entstehen kann.“

Der Sache nach kann auch auf sozio- und ethnologische Studien verwiesen werden, die sich vor Prägung des Begriffes „Krisenkult“ mit einschlägigen Problemen befassten.